# Stroki
Stroki – wieś w rejonie teofipolskim, w obwodzie chmielnickim.
Prywatna wieś szlachecka, położona w województwie wołyńskim, w 1739 roku należała do klucza Bazalia Lubomirskich. 